# Решетников Василь Васильович
Васи́ль Васи́льович Реше́тников (23 грудня 1919, місто Катеринослав, тепер Дніпро — 20 березня 2023, Москва) — радянський військовий діяч, командир 2-го окремого авіаційного корпусу Далекої авіації, командувач Далекої авіації СРСР, генерал-полковник авіації. Герой Радянського Союзу (1943). Депутат Верховної Ради УРСР 6—7-го скликань. Член Ревізійної комісії КПУ в 1966—1971 роках.

## Біографія
Народився в місті Катеринославі. Родина часто переїжджала, зокрема у 1921—1925 роках проживали у селі Новопавлівці Катеринославської губернії, у 1925—1927 роках — у місті Нікополі, у 1927—1928 р. — у місті Василівці, у 1928—1931 р. — знову в селі Новопавлівці, з 1931 року — в Дніпропетровську.
У 1935 році закінчив вісім класів Дніпропетровської школи № 13, а у 1936 році — три курси Дніпропетровського медичного робітфаку. Одночасно з навчанням працював у редакції юнацької газети в Дніпропетровську. Також дописував до обласної газети «Зоря». Зокрема, 1934 року писав про приїзд до міста полярників. Серед них був і його дядько, від 1974 народний художник СРСР Федір Решетников, автор портрета свого племінника Героя Радянського Союзу Василя Решетникова (1948).
У Червоній армії з травня 1936 року. У грудні 1938 року закінчив Ворошиловградську військову авіаційну школу льотчиків, у серпні 1939 року — курси з перенавчання при цій школі. Служив у ВПС льотчиком швидкісного бомбардувального авіаполку в місті Орлі й льотчиком-інструктором резервного авіаполку в місті Воронежі. У серпні — грудні 1941 р. — командир ланки 7-го запасного авіаційного полку в місті Воронежі.
Учасник радянсько-німецької війни з грудня 1941 року. У грудні 1941 — травні 1943 р. — командир ланки 751-го (з березня 1943 року — 8-го гвардійського) авіаційного полку далекої дії. У травні 1943 — грудні 1944 р. — командир авіаційної ескадрильї й заступник командира з льотної частини 19-го гвардійського авіаційного полку далекої дії. У грудні 1944 — жовтні 1945 р. — заступник командира з льотної частини 19-го гвардійського бомбардувального авіаційного полку. Всього за час війни виконав 307 бойових вильотів.
Член ВКП(б) з 1942 року.
Після війни продовжував службу у Військово-повітряних силах СРСР. У 1946 році закінчив Курси удосконалення при Військово-повітряній академії у місті Моніно.
З травня 1946 — заступник командира, а у жовтні 1946 — грудні 1948 року — командир 183-го гвардійського бомбардувального авіаційного полку в місті Узин Київської області. З 1949 року — заступник командира, а в січні 1951 — грудні 1954 року — командир 185-го гвардійського бомбардувального авіаційного полку в місті Полтаві.
У 1956 році закінчив Вищу військову академію Генерального штабу Збройних сил СРСР.
З 1956 року — заступник командира, а в грудні 1957 — грудні 1960 року — командир 106-ї важкої бомбардувальної авіаційної дивізії у місті Узин Київської області.
З 1960 року — заступник командира, а у червні 1961 — вересні 1968 року — командир 2-го окремого важкого бомбардувального авіаційного корпусу в місті Вінниці.
У вересні 1968 — січні 1969 року — 1-й заступник командувача Далекої авіації ВПС СРСР.
У січні 1969 — листопаді 1980 року — командувач Далекої авіації ВПС СРСР.
У 1980—1986 роках — заступник головнокомандувача Військово-повітряних Сил СРСР.
У жовтні 1986 року вийшов у відставку, проживав у Москві.
Його ім'я 1998 року присвоєно стратегічному бомбардувальнику Ту-160 Дальньої авіації (аеродром базування — Енгельс Саратовської області).
Помер 20 березня 2023 року на 104-му році життя. Похований з військовими почестями на Федеральному військовому меморіалі «Пантеон захисників Вітчизни».

## Звання
- молодший лейтенант (12.12.1938)
- лейтенант (13.04.1942)
- старший лейтенант (6.08.1942)
- капітан (10.03.1943)
- майор (28.02.1944)
- підполковник (6.04.1945)
- полковник (3.10.1953)
- генерал-майор авіації (25.05.1959)
- генерал-лейтенант авіації (13.04.1964)
- генерал-полковник авіації (29.04.1970)

## Нагороди
- Герой Радянського Союзу (27.07.1943)
- три ордени Леніна(31.12.1942, 27.07.1943, 22.02.1955)
- три ордени Червоного Прапора (28.04.1944, 30.12.1956, 22.02.1968)
- два ордени Червоної Зірки (29.03.1942, 19.11.1951)
- орден Вітчизняної війни 1-го ст. (11.03.1985)
- орден Олександра Невського (6.04.1945)
- орден Жовтневої Революції (8.01.1980)
- орден «За службу Батьківщині у Збройних силах СРСР» 3-го ст. (30.04.1975)
- російський орден «За заслуги перед Вітчизною» 4-го ст. (22.12.1999)
- російський орден «Пошани» (12.04.2010)
- болгарський орден «9 вересня 1944 року» 3-го ст. (14.09.1974)
- польський орден Відродження Польщі 4-го ст. (6.10.1973)
- монгольський орден «За бойові заслуги»
- медалі
- заслужений військовий льотчик СРСР (19.08.1965)